# Roman Alexandrowitsch Repilow
Roman Alexandrowitsch Repilow (russisch Роман Александрович Репилов; englisch Roman Repilov; * 5. März 1996 in Dmitrow) ist ein russischer Rennrodler, der bisher zweimal den Gesamtweltcup der Einsitzer gewann.

## Werdegang
Repilow, der im Einsitzer startet, trat international erstmals in der Saison 2012/13 in Erscheinung. Bei den Juniorenweltmeisterschaften 2013 in Park City belegte er den 17. Platz und bei den Junioreneuropameisterschaften 2013 in Oberhof den 12. Platz. In der Saison 2013/14 erreichte er mit Platz drei am Königssee und Platz zwei in Altenberg seine ersten Podestplatzierungen im Junioren-Weltcup und errang damit den fünften Platz in der Gesamtwertung. Bei den Juniorenweltmeisterschaften 2014 in Igls kam er auf den zehnten Platz. Zu Beginn der Saison 2014/15 errang er beim Junioren-Weltcup in Whistler die Plätze drei und zwei. In Park City holte er im Einzel und mit der Staffel seine ersten Siege im Junioren-Weltcup. Im Januar 2015 gewann er bei den Juniorenweltmeisterschaften in Lillehammer die Goldmedaille im Einsitzer. Im selben Monat holte er bei den Junioreneuropameisterschaften in Oberhof die Silbermedaille im Einsitzer und die Goldmedaille im Teamsprint. Beim Junioren-Weltcup in Oberhof gelang ihn der zweite Platz und erreichte den vierten Platz in der Gesamtwertung des Junioren-Weltcups. Zu Beginn der Saison 2015/16 startete er in Igls erstmals im Rennrodel-Weltcup. Dabei wurde er Fünfter im Einsitzer. Im weiteren Saisonverlauf kam er im Einsitzer viermal unter die ersten Zehn. Dabei erreichte er mit Platz zwei im Sprintrennen in Calgary und Platz zwei im Einsitzer und in Altenberg seine ersten Podestplatzierungen. Der Weltcup in Altenberg wurden zugleich als Europameisterschaft gewertet und holte damit die Silbermedaille und zudem die Bronzemedaille mit der Staffel. Bei den Rennrodel-Weltmeisterschaften 2016 am Königssee errang er im Einsitzer und im Sprint jeweils den 13. Platz. Im Februar 2016 gewann er bei den Juniorenweltmeisterschaften in Winterberg die Goldmedaille im Einsitzer. Zudem wurde er dort Vierter mit der Staffel. Die Saison beendete er auf dem neunten Platz im Gesamtweltcup. Nach Platz zwei im Einsitzer in Winterberg zu Beginn der Saison 2016/17, holte er im Einsitzer in Park City seinen ersten Weltcupsieg. Zudem errang er dort den zweiten Platz im Sprint. Im Januar 2017 wurde er bei den Rennrodel-Europameisterschaften am Königssee Fünfter im Einsitzer. Beim folgenden Weltcup in Sigulda siegte er im Sprint und belegte zudem den zweiten Platz im Einsitzer. Bei den Rennrodel-Weltmeisterschaften 2017 in Igls holte er die Bronzemedaille mit der Staffel und jeweils die Silbermedaille im Einsitzer und Einsitzer-Sprint. Auch beim Weltcup in Oberhof kam er mit zweiten Plätzen im Einsitzer und mit der Staffel erneut aufs Podest. Ende Februar 2017 errang er in Altenberg beim letzten Weltcup der Saison den dritten Platz und holte im Einsitzer den dritten Weltcupsieg. Er gewann damit abschließend den Gesamtweltcup.

## Persönliches
Sein jüngerer Bruder Pawel ist ebenfalls Rennrodler.

## Erfolge

### Gesamtweltcup
| Saison  | Platz | Punkte |
| ------- | ----- | ------ |
| 2015/16 | 09.   | 395    |
| 2016/17 | 01.   | 845    |
| 2017/18 | 03.   | 774    |
| 2018/19 | 02.   | 718    |
| 2019/20 | 01.   | 765    |
| 2020/21 | 08.   | 556    |
| 2021/22 | 06.   | 607    |

### Weltcupsiege
Einzel
| Nr. | Datum         | Ort                  | Bahn                                 |
| --- | ------------- | -------------------- | ------------------------------------ |
| 1.  | 16. Dez. 2016 | Park City            | Bobbahn Park City                    |
| 2.  | 15. Feb. 2017 | Sigulda (Sprint)     | Rennrodel- und Bobbahn Sigulda       |
| 3.  | 25. Feb. 2017 | Altenberg            | Rennschlitten- und Bobbahn Altenberg |
| 4.  | 15. Dez. 2017 | Lake Placid          | Olympia-Bobbahn Lake Placid          |
| 5.  | 28. Jan. 2018 | Sigulda (Sprint)     | Rennrodel- und Bobbahn Sigulda       |
| 6.  | 15. Dez. 2018 | Lake Placid          | Olympia-Bobbahn Lake Placid          |
| 7.  | 16. Dez. 2018 | Lake Placid (Sprint) | Olympia-Bobbahn Lake Placid          |
| 8.  | 1. Dez. 2019  | Lake Placid (Sprint) | Olympia-Bobbahn Lake Placid          |
| 9.  | 13. Dez. 2019 | Whistler             | Whistler Sliding Centre              |